# Sarcofago dogmatico
Il cosiddetto sarcofago "dogmatico" è un sarcofago romano del IV secolo conservato nei Musei Vaticani (Museo pio cristiano). Il sarcofago venne rinvenuto durante i lavori ottocenteschi di ricostruzione della basilica di San Paolo fuori le mura e rappresenta uno dei più importanti esempi, col sarcofago di Giunio Basso e quello di Marcus Claudianus, di scultura a soggetto cristiano nell'epoca costantiniana.

## Storia e descrizione
Deve il suo nome agli evidenti richiami ai dogmi del Concilio di Nicea (325), in particolare a quello della consustanzialità di Cristo, cioè l'essere presente sin dagli albori dei tempi in comunione col Padre, come mostra da esempio la scena di Gesù tra Adamo ed Eva. 
La fronte è divisa in due registri, tipico della moda dell'epoca, con storie dell'Antico e del Nuovo Testamento e un clipeo centrale a forma di conchiglia, entro il quale si trova il ritratto dei due defunti abbracciati e indossanti gli abiti coniugali, tipici del IV secolo (tunica manicata, dalmatina e toga contabulata per lui, che tiene in mano un rotulo, e tunica e palla per lei, che porta la treccia attorta). Le teste sono appena sbozzate, testimoniando come non ci fu tempo o volontà di personalizzare il sarcofago. 
Nel registro superiore sono raffigurati cinque episodi, due della Genesi e tre miracoli di Cristo:
- Dio Padre in cattedra che crea la donna da Adamo addormentato, le figure davanti e dietro formano la Trinità
- Cristo tra Adamo ed Eva e l'albero del Peccato
- Nozze di Cana
- Moltiplicazione dei pani
- Resurrezione di Lazzaro

Nel registro inferiore si trovano sei episodi, uno legato alla nascita di Cristo, due biblici e tre legati a san Pietro:
- Adorazione dei Magi, con il caratteristico abito orientale e il berretto frigio, dove la Vergine e il Bambino sono in cattedra con alle spalle Balaam
- Guarigione del cieco
- Daniele fra i leoni
- Abacuc con la cesta dei pani e l'angelo
- Pietro che rinnega Cristo (il gallo allude all'episodio)
- Cattura di Pietro con due soldati che indossano il berretto pannonico
- Mosé-Pietro che fa sgorgare l'acqua alla presenza di un centurione (l'abito militare è tipico del IV secolo)

Grazie agli abiti e alle pettinature maschili (a parte quella di Cristo e Pietro) è possibile datare il sarcofago al decennio tra il 330 e il 340. anche lo stile riconduce a quel periodo, con figure tozze, squadrate e ancora prive di dettagli decorativi calligrafici. Le teste a tutto tondo hanno una solida volumetria squadrata. Vi si trovano echi di quel fare "plebeo" dell'arte ufficiale, tanto che è stato ipotizzato che il sarcofago sia opera della stessa bottega che curò i rilievi dell'Arco di Costantino. Tuttavia qui si trovano già i segni di quel classicismo voluto dalla classe dirigente che si manifestò solo in seguito (infatti l'arco è di circa un decennio prima).